# Физико-технический лицей № 1
Фи́зико-техни́ческий лицей № 1 г. Саратова (бывшая средняя школа № 13) — одно из старейших российских общеобразовательных учебных заведений для одаренных детей.

## История
История школы начинается в 1930 году, когда в Саратове была открыта школа № 30 со смешанным обучением мальчиков и девочек. С 1931 года она находилась в доме № 42 по улице Гоголя. В начале 1940-х годов младшие и средние классы школы по решению директора Серафимы Алексеевны Одинцовой переводят в школу № 72.

Одинцова Серафима Алексеевна мемориальная доска

В 1943 году её преобразуют в женскую среднюю школу № 13. В 1953 году её переводят в нынешнее здание по адресу Московская, 143, а в 1954 году в ней вновь вводится смешанное обучение.
В 1966 году школа стала профильной с углублённым изучением физики и математики.
В Физико-технический лицей № 1 школа была преобразована в 1990 году. Основная цель лицея — формирование интеллектуального потенциала общества.
1 сентября 2003 года открылся II корпус ФТЛ № 1, в котором ныне располагаются учащиеся 7-х и 8-х классов , а 6-е классы и классы с 9-х по 11-е остаются в старом корпусе ФТЛ.
В 2008 году был впервые набран экспериментальный 7-й класс. Он был достаточно успешным, и было принято решение продолжать набор 7-х классов.
В 1999 году впервые в истории лицея был проведен набор в 1-й класс. Выпускники 2009 года (только 11-1 класс) - последние кто проучился в ФТЛ от первого до последнего звонка. В настоящее время в 1-е классы набор не проходит.
В 2009 году был набран экспериментальный 6-4 класс и 10-5 класс с той целью, чтобы при успехе начинания продолжать набор 6-х и 10-х классов.
В 2018 году был набран экспериментальный 5 класс.
В 2019 стала Опорной школой РАН .
В августе 2022 года лицей перешёл на областной уровень подчинения Министерству образования Саратовской области. Название изменилось на ГАОУ СО "ФТЛ N1".

## Лицей в настоящее время
В лицее трудятся 3 заслуженных учителя России, 14 Соросовских учителей, 15 отличников образования, 71 % учителей имеют высшую квалификационную категорию. В учебном процессе лицея принимает участие профессорско-преподавательский состав Саратовского государственного университета и других вузов города.
Зачисление в лицей производится на основе конкурсного отбора. В лицей принимаются учащиеся, окончившие 4, 5 или 6 классов, после обучения в одногодичной школе «Абитуриент», которая работает на базе лицея в воскресные дни.
Комплектование ученического коллектива осуществляется психолого-педагогической службой лицея. Обучение в лицее 7 лет, с 5 по 11 класс.
Лицей работает по индивидуальному плану, главная ставка делается на дифференциацию обучения. С 9-го класса учащимся предоставляется право широкого выбора спецкурсов для развития их интересов, склонностей и способностей.
Преподавание информатики и вычислительной техники в лицее начинается с 5-го класса.
Наполняемость классов в лицее 30-35 человек, на практические занятия по профилирующим предметам класс делится на 2 группы.